# Lorena Gómez (cantante)
Lorena Gómez Pérez (Lérida; 12 de abril de 1986), conocida artísticamente como Lorena Gómez, es una cantante y actriz española.
Se dio a conocer tras participar y ganar de la quinta edición del concurso Operación Triunfo en España. Desde entonces ha publicado tres álbumes de estudio y compartido escenario con artistas como India Martínez, Manuel Carrasco o  Pastora Soler entre otros. También ha participado en diferentes proyectos televisivos, donde se incluye la serie de Telemundo Studios El rostro de la venganza junto a Saúl Lisazo, David Chocarro o Marlene Favela.

## Biografía
Hija de padre y madre andaluces, Paco (nacido en La Línea de la Concepción) y María de la Piedad (natural de Baza), Lorena nació el 12 de abril de 1986 en Lérida, siendo la menor de tres hermanas. 
Poco tiempo después de ganar Operación Triunfo 2006, afirmó sufrir problemas de anorexia durante unos cuantos años, causados por las exigencias que tenía el mundo del espectáculo con la apariencia física. Actualmente ha superado este tema y ha llegado a hablarlo en varios programas de televisión para ayudar a otras personas.
Desde 2019 mantiene una relación con el agente deportivo René Ramos, hermano del futbolista Sergio Ramos. El 2 de mayo de 2020 dio a luz a su primer hijo en común, René, en el Hospital Viamed Santa Ángela de la Cruz de Sevilla.

## Trayectoria profesional

### Juventud e inicios
Aunque catalana de nacimiento, sus padres y toda su familia son de origen andaluz, y a los 3 años comenzó a cantar coplas. Con 8 años se subió por primera vez a un escenario y ya no se bajó de él. Durante 14 años estuvo asociada a la Casa de Andalucía de Lérida cantando y bailando flamenco, cantó en varios actos benéficos (siempre como solista) y formó parte de un grupo góspel con el que estudió técnica vocal. Operación Triunfo no fue su primera experiencia, ya estuvo con 10 años en Menudas estrellas y Menudo Show, con 12 años en Sabor a ti y con 16 años en Cerca de ti. Participó también en varios concursos: fue finalista del Festival de Benidorm en el año 2001, ganó Operación Tremp en el 2003 y ganó el segundo premio en el Concurso Nacional de Coplas en el 2004.
Antes de entrar en la academia de Operación Triunfo trabajaba como dependienta de ropa en una tienda de moda Zara en Lérida y de camarera en la discoteca Wonder de la misma ciudad.
Fue una de los 16 concursantes de Operación Triunfo 2006, empezó el 8 de octubre de 2006 y duró cuatro meses en los que estuvo encerrada en la academia bajo un estricto programa de clases y ensayos. Durante la primera parte del concurso el favorito era elegido por el público y el jurado nominaba para abandonar la academia. En esta primera fase estuvo todas las semanas, menos una, entre los 4 favoritos del público, siendo la favorita de este en la gala 6. Fue nominada por el jurado una vez, en la gala 9, aunque fue salvada por los profesores. En la segunda parte del concurso era el jurado el que escogía al favorito y los dos menos votados por el público los que se tenían que batir en duelo para no abandonar la academia. En esta parte del programa fue elegida favorita del jurado 3 veces, en las galas 11, 14 y 15. Se batió en duelo una vez, en la gala 13 contra Moritz, siendo salvada por el público con un 62% de los votos. En la gala 16 y final, el 26 de enero de 2007, frente a Daniel Zueras, y por un 50,7% de los votos fue proclamada ganadora del concurso. Como vencedora obtuvo un contrato discográfico con la multinacional Sony BMG y publicó su álbum de presentación Lorena. 

### 2007: Debut discográfico

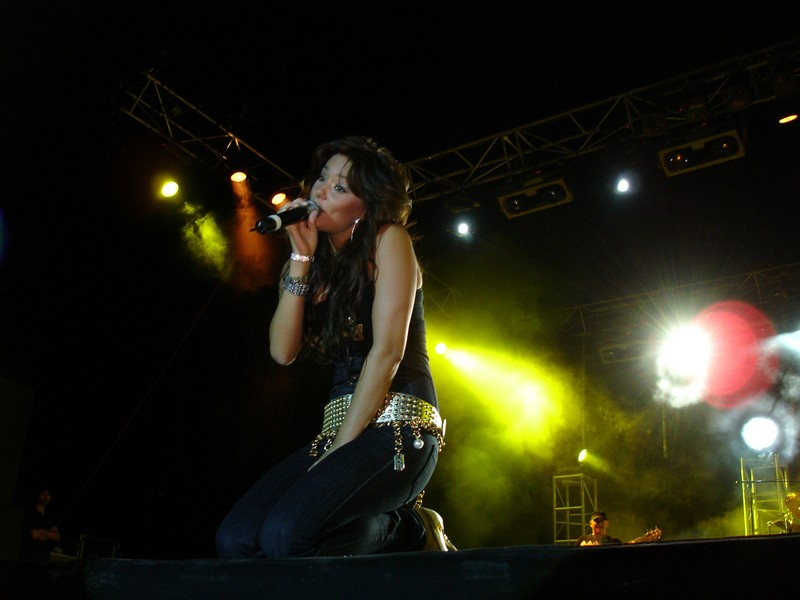
Lorena en concierto.

Una vez finalizado el concurso y después de cumplir los compromisos requeridos por ser ganadora de Operación Triunfo (diversas entrevistas en prensa y televisión), se embarcó en la grabación de su álbum debut en Sony BMG. La grabación del álbum la realizó entre febrero y marzo de 2007 en los Estudios Filigrana de Córdoba, bajo la dirección y producción de Manuel Ruiz "Queco". El 27 de marzo de 2007, dos meses después de su victoria en Operación Triunfo, salió a la venta este álbum, de nombre Lorena, un álbum de versiones personales de grandes éxitos de artistas internacionales que incluía además dos canciones inéditas. El álbum debutó en el número 4 de la lista de ventas española.
Del álbum salieron tres sencillos: "Sin Medida" del compositor Alejandro Abad en marzo de 2007, "Otro Amor Vendrá" en Julio y "Mírala, Míralo". Lorena promocionó dichas canciones en televisión, radio y prensa (tanto nacional como autonómica); también fue invitada a varias galas y eventos (entre otros la final de la Copa del Rey en el Estadio Santiago Bernabéu, o el Europride 2007); e hizo un cameo en la serie de mayor audiencia del momento: Yo soy Bea. Con fin de promocionar su álbum se organizó una gala especial de Operación Triunfo dedicada íntegramente a ella en la que estuvieron invitados sus compañeros de edición de Operación Triunfo, otros ex-concursantes como Soraya Arnelas, Edurne o Sergio Rivero y artistas internacionales como Jennifer Lopez o La Quinta Estación. El videoclip del sencillo "Sin Medida" se grabó en Lérida. Coincidiendo con el lanzamiento del álbum, comenzó la Gira Adelante el 24 de marzo de 2007 en el Pabellón Barris Nord de Lérida con sus compañeros de edición de Operación Triunfo, en la que presentaron temas cantados durante el concurso y el primer sencillo de sus respectivos álbumes. En esta gira de 11 conciertos actuaron en grandes recintos en ciudades como Lérida, Santander, Zaragoza, Madrid, Barcelona, Valencia, Murcia, Fuerteventura, Málaga y Bilbao. La gira finalizó el 26 de mayo en Bilbao. Durante el verano hizo una gira de conciertos en solitario presentando su álbum de debut. Comenzó la gira el 16 de junio en Lérida como telonera de David Bisbal. Actuó en las provincias de Lérida, Lugo, Murcia, Málaga, Asturias, Barcelona y Madrid, entr otras. La gira finalizó el 12 de octubre en Fraga (Huesca).

### 2008: ÁlbumDe película
En 2008, Lorena lanza su segundo disco titulado De Película, que contiene más versiones, en esta ocasión, once bandas sonoras originales de películas tales como Flashdance, Fama, etc. El disco fue publicado el 1 de abril de 2008, por Sony-BMG España, y debutó en el puesto número 34 de las listas de ventas españolas. Esto fue debido a la escasa promoción de la compañía discográfica, y de la no promoción en las radios de más audiencia, tales como Los 40 Principales o Europa FM. A todo esto, el primer sencillo, Maniac, fue publicado dos semanas después de la publicación del disco. En el verano del mismo año, realizó la 'Gira de película' donde recorrió por toda la geografía española.

### 2009:Los mejores años de nuestra vida
A principios de 2009 inició su participación en el programa de TVE-1 Los mejores años de nuestra vida. Junto a otros excompañeros de Operación Triunfo interpretan y cantan los grandes éxitos musicales españoles de la década de los años 50, 60, 70, 80, 90 y hasta la actualidad. En mayo se lanzó un disco con los mejores temas cantados por los artistas, así mismo, recorrieron la geografía española en una gira. 
El 14 de julio del mismo año Lorena regresó a Operación Triunfo para cantar con la concursante Silvia Parejo de la nueva generación. El tema interpretado a dúo fue "When you believe" un tema de Whitney Houston y Mariah Carey. 
En noviembre, Lorena versionó el éxito de Tina Turner "Simply the best" en catalán titulado "Ets la millor" incluida en el disco benéfico Disc de la Marató 09, cuya recaudación irán destinadas a la Fundació Marató.

### 2010: Candidatura a Eurovisión
A tan solo unas horas de finalizar el plazo de inscripción, Lorena presentó su candidatura para representar a España en el Festival de la Canción de Eurovisión 2010 que tuvo lugar el 29 de mayo en Oslo (Noruega) con el tema "Amor mágico", una canción de Alejandro de Pinedo y Rosa Ruiz, producida por Alejandro de Pinedo y grabado en los estudios de AGP MUSIC y Nacho Maño (de Presuntos Implicados). "Con esta canción, he decidido presentarme este año al festival de Eurovisión. Y la verdad es que, apuesto muy fuerte, sé que vamos a hacer un gran trabajo y vamos a dejar España en el lugar que realmente se merece." Se clasificó para la fase final en una gala de TVE-1, tras quedar entre los diez primeros en las votaciones de la web (tercera). En el programa especial Destino Oslo de TVE-1 que se celebró el 22 de febrero de 2010, por votación del jurado y del público quedó en la tercera posición con 77 puntos (37 del jurado y 40 del público).

### 2010-2011:¡Qué tiempo tan feliz!
Participó en el programa de televisión Qué tiempo tan feliz de Telecinco y en Los mejores años de nuestra vida de La 1 cantando temas populares de la música española junto a otros exconcursantes de Operación Triunfo.
Además también trabajó junto al DJ Carlos Gallardo. Grabó tres temas, uno de los cuales fue una versión de la canción del grupo New England de 1981 titulada "Get it up".
En 2011 Lorena colabora a dúo en un tema llamado "A veces". Éste se incluye en el álbum del cantante Juan Peña Sin cobardía.

### 2013: Debut en la actuación yEsta vez
Durante su estancia en Miami, la cantante española se presentó a un casting y logró un pequeño papel en la etapa final de la exitosa telenovela de Telemundo Studios El rostro de la venganza donde comparte escenario con Saúl Lisazo, David Chocarro o la gran diva mexicana Marlene Favela, entre otros.

#### Esta vez
El 31 de mayo de 2013 estrenó en las redes sociales el videoclip oficial de "Esta vez" y se publicó de la mano de Baluarte Music Publishing y Sony Atv Ascap.
Entre 2013 y 2016 estuvo en Miami, donde presentó un sencillo y donde también ejerció de actriz. Posteriormente fue concursante de Tu cara me suena España de Antena 3 y fue la tercera finalista.
En 2017 presentó un nuevo sencillo y se incorporó como colaboradora a programas de televisión.

### 2016-2017:Tu cara me suena
Después de su estancia en Miami, regresa de nuevo a España. En febrero de 2016 fue una de las nueve participantes de la gala casting Elige al primero del programa Tu cara me suena de Antena 3. La audiencia pudo elegir qué concursante de los presentes en la gala sería el primer concursante de la quinta edición del programa. Lorena imitó a Beyoncé con el tema "Sweet dream", obteniendo 23 puntos y convirtiéndose así en la primera concursante de la nueva edición que se empezó a emitir en octubre. A lo largo de su trayectoria en el programa, ganó tres galas (la segunda, la quinta y la séptima -segunda semifinal-) y se clasificó como la tercera finalista de la edición.

### 2017:Indomable & Vulnerable a ti
El 13 de mayo de 2017 estrenó "Indomable", su nuevo sencillo en el programa Dial Tal Cual de Cadena Dial. Compuesto por la propia cantante junto al productor David Santisteban, salió a la venta en plataformas digitales el 26 de mayo bajo el sello discográfico de Universal Music.
"Indomable" fue elegida por RTVE como canción oficial del Tour de Francia.
El 2 de diciembre de 2017 estrenó su nuevo sencillo "Vulnerable a ti". Producido nuevamente por David Santisteban, salió a la venta el 8 de diciembre de 2017 a través de plataformas digitales también bajo el sello discográfico de Universal Music. El videoclip se estrenó en marzo de 2018. 

### 2018:Borrame el recuerdo
En varios conciertos presentó el tema "Borrame el recuerdo". Fue seleccionado como sencillo y su lanzamiento oficial a través de plataformas digitales fue el 12 de octubre.

### 2023: ÁlbumMe Vuelvo a la vida
El 7 de octubre de 2022 lanzó el sencillo promocional "Me vuelvo a la vida" a través de plataformas digitales junto a su videoclip oficial. 
En enero de 2023 lanzó el sencillo "Ojo de halcón", en marzo de 2023 lanzó "Cara Bonita", en junio de 2023 lanzó "El peón y la reina" en septiembre de 2023 lanzó "20 de septiembre" y en octubre de 2023 lanzó "Ganas tú" con motivo del lanzamiento de su nuevo álbum, el 27 de Octubre a través de plataformas digitales, en formato CD físico y en vinilo. Un álbum con 12 temas inéditos autobiográficos. 
El tema El peón y la reina se convirtió en la banda sonora de la vuelta ciclista a Andalucía

### 2024:Que te vaya bonito
Este año lanza su nuevo sencillo Que te vaya bonito, un tema bailable y de empoderamiento.
En julio se anuncia el lanzamiento de Iguales y diferentes junto a Gente de Zona

## Discografía

### Álbumes
| Álbum de estudio    | Fecha de lanzamiento  | Discográfica | Formato              | Top 100 álbumes de Promusicae |
| ------------------- | --------------------- | ------------ | -------------------- | ----------------------------- |
| Lorena              | 27 de marzo de 2007   | Sony Music   | CD, Digital          | 4                             |
| De Película         | 1 de abril de 2008    | Sony Music   | CD, Digital          | 34                            |
| Me vuelvo a la vida | 27 de octubre de 2023 |              | CD, Digital & Vinilo |                               |

### Sencillos
| Año  | Canción             | Álbum               |
| ---- | ------------------- | ------------------- |
| 2007 | Sin Medida          | Lorena              |
| 2008 | Maniac              | De Película         |
| 2010 | Amor mágico         |                     |
| 2013 | Esta Vez            |                     |
| 2017 | Indomable           |                     |
| 2017 | Vulnerable a ti     |                     |
| 2018 | Bórrame el recuerdo |                     |
| 2022 | Me vuelvo a la vida | Me vuelvo a la vida |
| 2023 | Ojo de Halcón       | Me vuelvo a la vida |
| 2023 | Cara Bonita         | Me vuelvo a la vida |
| 2023 | El peón y la reina  | Me vuelvo a la vida |
| 2023 | 20 de septiembre    | Me vuelvo a la vida |
| 2024 | Ganas tu            | Me vuelvo a la vida |
| 2024 | Vives en mi         | Me vuelvo a la vida |
| 2024 | Que te vaya bonito  | Me vuelvo a la vida |

### Colaboraciones
| Año  | Álbum/Sencillo                      | Artista                | Tema(s) |
| ---- | ----------------------------------- | ---------------------- | --- |
| 2006 | Contigo                             | Sergio Rivero          | - "Como eres" |
| 2006 | Adelante                            | Operación Triunfo 2006 | - "Conmigo no se juega" - "46664" - "All Of Me To You" - "Nada más en mi corazón" - "Como eres" |
| 2007 | Iniciando sesión                    | Leo                    | - "Se escapan mis razones" |
| 2009 | Los mejores años de nuestra vida    | Los mejores años 2009  | - "Corazón ontento" - "I will survive" - "YMCA" - "A quien le importa" - "Aire" - "Aqua Barbie Girl" - "Wannabe" - "Los mejores años"                                                                 |
| 2009 | El disc de La Marató                | TV3                    | - "Ets la Millor" |
| 2010 | Destino Oslo                        | TVE                    | - "Amor Mágico" |
| 2010 | Se llama copla                      | Canal Sur              | - "Aquella Carmen" - "Esclava de tu amor" - "Callejuela sin salida" |
| 2010 | Qué tiempo tan feliz                | Telecinco              | - "Aquella noche" - "Juntos" - "Amor, amor" - "Como yo te amo" - "Amigo amor" - "Castillos en el aire" - "Azul" - "Celebration" - "Cara dura" - "El vals de las Mariposas" - "Alegría" - "Americanos" |
| 2010 | Ahora 011                           | Blanco y Negro         | - "Get it up" |
| 2023 | BSO de Wish: el poder de los deseos | Disney                 | - "Esa es la verdad" |
| 2024 | Iguales y diferentes                | Gente de Zona          | - "Iguales y diferentes" |

```
junto a 
[
14
]
```

## Videoclips
| Año  | Canción             | Dirección |
| ---- | ------------------- | --------- |
| 2007 | Sin medida          |           |
| 2008 | Maniac              |           |
| 2017 | Indomable           |           |
| 2017 | Vulnerable a ti     |           |
| 2018 | Bórrame el recuerdo |           |
| 2022 | Me vuelvo a la vida |           |
| 2023 | Ojo de Halcón       |           |
| 2023 | Cara Bonita         |           |
| 2023 | El peón y la reina  |           |
| 2023 | 20 de septiembre    |           |
| 2024 | Ganas tu            |           |
| 2024 | Vives en mi         |           |
| 2024 | Que te vaya bonito  |           |

## Televisión
- Operación Triunfo (2006-2007) -concursante-
- OT: Especial Lorena (2007) -gala homenaje-
- Los mejores años de nuestra vida (2009) -cantante-
- Se llama copla (2009-2010) -Jurado-
- ¡Que tiempo tan feliz! (2010-2011) -cantante-
- El rostro de la venganza (2012-2013) -actriz-
- Marido en alquiler (2013) -actriz-
- Reina de corazones (2014) -actriz-
- Voltea pa' que te enamores (2014) -actriz-
- Tu cara me suena (2016-2017) -concursante-
- Amar es para siempre (2017) -actriz-
- Amigas y conocidas (2017) -colaboradora-
- Soy Rosa (2017) -invitada-
- A Tu Vera (2017) -jurado-
- Trabajo temporal (2019) -concursante-
- La mejor canción jamás cantada (2019) -concursante-
- El cazador (2020) -concursante-
- En el nombre de Rocío (2022)  -Invitada-
- ¡Viva la fiesta! (2022) -Invitada-
- Mediafest Night Fever (2022) -Jurado-

## Premios y nominaciones
| Año  | Premio                           | Categoría                                   | Resultado      |
| ---- | -------------------------------- | ------------------------------------------- | -------------- |
| 2001 | Festival de Benidorm España      | Concursante                                 | Finalista      |
| 2003 | Operación Tremp                  | Concursante                                 | Ganadora       |
| 2004 | Concurso Nacional de Coplas 2004 |                                             | Segundo premio |
| 2006 | OT 2006 España                   | Concursante en la Academia                  | Ganadora       |
| 2024 | Premios MIN                      | Múltiples categorías                        | Nominada       |
| 2024 | Premio Latino de Oro             | Disco del Año a la Superación y el Esfuerzo | Ganadora       |